# Marenyà
Marenyà es una localidad española del municipio de La Tallada d'Empordà, perteneciente a la provincia de Gerona, en la comunidad autónoma de Cataluña.

## Toponimia
El nombre del lugar puede encontrarse referido con las grafías Mareña y Marenyà.

## Historia
Hacia mediados del siglo XIX, el lugar, ya por entonces perteneciente a La Tallada, tenía contabilizada una población de 30 habitantes. Aparece descrito en el decimoprimer volumen del Diccionario geográfico-estadístico-histórico de España y sus posesiones de Ultramar de Pascual Madoz de la siguiente manera:

MAREÑA: l. en la prov. y dióc. de Gerona, part. jud. de La Bisbal, aud. terr., c. g. de Barcelona; forma ayunt. con el l. de la Tallada, del cual depende. Tiene 1 igl. parr. (San Esteban) servida por 1 cura de ingreso, de provision real y ordinaria. pobl. 8 vec., 30 alm. cap. prod.: 2.262,800. imp.: 56,570.
(Madoz, 1848, p. 222)

En 2022, la entidad singular de población tenía empadronados 34 habitantes y el núcleo de población 31 habitantes.

## Patrimonio
En la localidad se encuentra la iglesia de San Esteban.